# Juno recibiendo la cabeza de Argos
Juno recibiendo la cabeza de Argos es un cuadro del pintor italiano Jacopo Amigoni de 1732. 
La leyenda es narrada por Ovidio en Las metamorfosis, y habla de Argos Panoptes (Άργος Πανοπτης, Argos ‘de todos los ojos’), un gigante con cien ojos, guardián muy efectivo, pues mientras algunos de sus ojos dormían otros estaban despiertos. Como sirviente de Hera, tenía que guardar de Zeus una ternera blanca. 
Hera sabía que la ternera era en realidad Ío, una de las muchas ninfas con las que Zeus se estaba apareando para establecer el nuevo orden. Zeus mandó a Hermes que matase a Argos para liberarla. Hermes se disfrazó de pastor, e hizo que todos los ojos de Argos cayesen dormidos con historias aburridas (o con el sonido de una flauta, según otra versión). Para recordar a su fiel guardián, Hera hizo que los cien ojos de Argos fuesen preservados para siempre en la cola del pavos reales (uno de sus atributos iconográficos).
En el cuadro se plasma a la diosa Juno (la equivalente romana de la Hera griega), diosa de la fertilidad para las mujeres, sentada sobre las nubes, recibiendo la cabeza de Argos entregada por Mercurio (equivalente romano del Hermes griego). Junto a la diosa se ve al pavo real, en cuyas alas están los ojos del pastor. Por encima de los personajes, Iris mira con ternura la transformación de Argos.
El cuadro se localizado en Moor Park, una casa de campo en Hertfordshire, Inglaterra, actualmente parte de un club de golf. Aparece en la película británica Metro-Land por John Betjeman del año 1973.